# 홀리 팰런스
홀리 팰런스(Holly Palance, 1950년 8월 5일 ~ )는 미국의 배우, 영화배우이다.
로스앤젤레스에서 태어났다.

## 방송
- 가시나무 새
- 믿거나 말거나 2

## 영화
- 베스트 오브 타임즈 (1986년)
- 언더 화이어 (1983년) - 저널리스트 역
- 가시나무 새 (1983년)
- 믿거나 말거나 - 2차 TV 시리즈 (1982년)
- 스트레인지 케이스 (1977년)
- 오멘 (1976년)